# No Gravity (Kiko Loureiro)
No Gravity è l'album di debutto da solista di Kiko Loureiro, pubblicato dalla Atrheia Records nel 2005.

## Tracce
1. Enfermo - 04:02
2. Endangered Species - 05:10
3. Escaping - 05:34
4. No Gravity - 04:23
5. Pau-De-Arara - 07:00
6. La Force De L'Âme - 04:32
7. Tapping into My Dark Tranquility - 02:12
8. Moment of Truth - 04:29
9. Beautiful Language - 02:00
10. In a Gentle Way - 05:33
11. Dilemma - 04:12
12. Feliz Desilusão - 03:39
13. Choro De Crianca - 01:10

## Musicisti
- Kiko Loureiro - chitarra elettrica, chitarra classica, basso, pianoforte, tastiere, percussioni
- Mike Terrana - batteria